# Patrick Seitz (doppiatore)
Patrick Seitz (Riverside, 17 marzo 1978) è un doppiatore e sceneggiatore statunitense.
Come doppiatore ha dato voce a diversi personaggi dei videogiochi e anime come ad esempio il gigante Hugo della serie Street Fighter, Franky in One Piece: Unlimited Adventure, Ragna the Bloodedge della serie BlazBlue e Scorpion in Mortal Kombat vs DC Universe, Mortal Kombat (2011) e Mortal Kombat X.

## Filmografia

### Televisione
- Star Wars: Skeleton Crew – serie TV, episodio 1x05 (2024)

### Serie animate
- Lego Monkie Kid (Sandy, Strong Spider, Sha Wujing, dragone, studente del saggio #2)

### Anime
- BlazBlue: Alter Memory (Ragna the Bloodedge)
- Black Clover (Dante Zogratis).
- Deadman Wonderland - Il carcere della morte (Senji Kiyomasa/Crow)
- Dragon Ball Super (Jiren)
- Fairy Tail (Laxus Dreyar)
- Fullmetal Alchemist: Brotherhood (Sloth)
- Hellsing (Luke Valentine)
- Hellsing Ultimate (Luke Valentine)
- Kill la Kill (Ira Gamagoori)
- Le bizzarre avventure di JoJo: Phantom Blood (Dio Brando)
- Le bizzarre avventure di JoJo: Stardust Crusaders (Dio Brando)
- Le bizzarre avventure di JoJo: Stone Ocean (Dio Brando)
- One Piece (Franky, Kuroobi (doppiaggio Funimation), Rivers, Mounblutain/Falso Sogeking, Roshio)
- Pluto (North No. 2)
- Steins;Gate (John Titor)

### Film animati
- Mortal Kombat Legends: Scorpion's Revenge (Scorpion)
- Mortal Kombat Legends: Battle of the Realms (Scorpion)
- Mortal Kombat Legends: Snow Blind (Scorpion)

### Videogiochi
- Advance Wars 1+2 Reboot Camp (Olaf)
- Armored Core VI: Fires of Rubicon (Handler Walter)
- BlazBlue: Calamity Trigger (Ragna the Bloodedge)
- BlazBlue: Continuum Shift (Ragna the Bloodedge)
- BlazBlue: Chrono Phantasma (Ragna the Bloodedge)
- BlazBlue: Cross Tag Battle (Ragna the Bloodedge)
- Castlevania: The Dracula X Chronicles (Morte, Dracula)
- Castlevania: Order of Ecclesia (Dracula)
- Castlevania Judgment (Dracula)
- Castlevania: The Adventure ReBirth (Dracula)
- Castlevania: Harmony of Despair (Dracula)
- Danganronpa 2: Goodbye Despair (Nekomaru Nidai)
- Danganronpa V3: Killing Harmony (Monokid, Nekomaru Nidai)
- Dead or Alive 5 (Bass Armstrong)
- Dead or Alive 6 (Bass Armstrong)
- Devil May Cry 5 (King Cerberus, soldato)
- Diablo IV (varie creature)
- Disgaea 4: A Promise Unforgotten (Fenrich, Zetta)
- Disgaea 7: Vows of the Virtueless (Fenrich)
- Dragon Ball FighterZ (Jiren)
- Dragon's Crown (Guerriero)
- Fire Emblem: Awakening (Basilio, Laurent)
- Fire Emblem Heroes (Draug, Hector, Hector (giovane), Basilio)
- Fire Emblem: Three Houses (Cavaliere Infernale/Jeritza, Lambert)
- Fire Emblem Warriors: Three Hopes (Jeritza von Hrym/Cavaliere Infernale)
- Fire Emblem: Engage (Hector)
- Fist of the North Star: Lost Paradise (Raoh)
- Granblue Fantasy: Versus (Ladiva)
- Granblue Fantasy: Versus Rising (Ladiva)
- Injustice: Gods Among Us (Scorpion)
- Injustice 2 (Bizarro)
- Killer Instinct (videogioco 2013) (TJ Combo)
- Killer Is Dead (Mondo Zappa)
- Mario & Sonic ai giochi olimpici di Tokyo 2020 (Zavok)
- Monster Hunter Wilds (Fabius)
- Mortal Kombat vs DC Universe (Scorpion, Deathstroke, Shao Kahn, Dark Kahn)
- Mortal Kombat (videogioco 2011) (Scorpion)
- Mortal Kombat X (Scorpion)
- Persona 4 Arena (Annunciatore)
- Persona 4 Arena Ultimax (Annunciatore, Hi-no-Kagutsuchi)
- Persona 4: Dancing All Night (Presidente Tanaka)
- Persona 3 Reload (Presidente Tanaka)
- Pokémon Masters EX (Lt. Surge)
- Ratchet & Clank (videogioco 2016) (Slim Cognito, Blarg #5)
- River City Girls (Abobo)
- River City Girls 2 (Abobo, Jack, Mibobo)
- Shin Megami Tensei III: Nocturne HD Remaster (Gozu-Tennoh, Biker infernale, Metatron)
- Shin Megami Tensei V (Metatron)
- Skullgirls (Samson)
- Sly Cooper: Ladri nel Tempo (Bob Cooper, varie guardie)
- Sonic Lost World (Zomom)
- Sonic Boom: Frammenti di cristallo (Lyric)
- Sonic Boom: L'ascesa di Lyric (Lyric, Salty, Hokey)
- Soulcalibur V (Cervantes de Leon)
- Soulcalibur VI (Cervantes de Leon)
- Soul Hackers 2 (Victor)
- StarCraft II: Wings of Liberty (Artanis)
- StarCraft II: Heart of the Swarm (Artanis, Narud (vera forma))
- StarCraft II: Legacy of the Void (Artanis)
- Stella Glow (Archibald)
- Street Fighter X Tekken (Hugo, Bob)
- Team Sonic Racing (Zavok)
- Tekken 6 (Bob)
- Tekken Tag Tournament 2 (Bob, Slim Bob)
- Tekken 7 (Bob)
- Them's Fightin' Herds (Texas)
- Ultra Street Fighter IV (Hugo)
- World of Warcraft: Wrath of the Lich King (Arthas Menethil, Garrosh Malogrido)
- World of Warcraft: Cataclysm (Garrosh Malogrido)
- Xenoblade Chronicles X (Douglas, Daghan)

## Doppiatori italiani
Da doppiatore è sostituito da:
- Lorenzo Scattorin in StarCraft II: Wings of Liberty, StarCraft II: Heart of the Swarm, StarCraft II: Legacy of the Void
- Dario Oppido in Sonic Boom - Frammenti di cristallo, Sonic Boom - L'ascesa di Lyric (Lyric e Saltey)
- Gianni Gaude in Team Sonic Racing, Mario & Sonic ai Giochi Olimpici: Tokyo 2020
- Marco Balbi in Mortal Kombat vs. DC Universe
- Giorgio Melazzi in Diablo III
- Pietro Ubaldi in Sonic Lost World
- Lorella De Luca in Sonic Boom - L'ascesa di Lyric (Hokey)
- Alberto Olivero in Mortal Kombat X
- Claudio Beccari in Advance Wars 1+2: Re-Boot Camp
- Marco Pagani in Monster Hunter Wilds